# Bara (genre)
Bara (薔薇, "roos") is een Japanse term voor homo-erotische kunst, strips, verhalen en computerspellen. Bara is gericht op relaties tussen mannen en wordt gemaakt voor mannelijk homoseksueel publiek.
De eerste publicaties met bara ontstonden in de jaren 50 van de twintigste eeuw, en verschenen met name in het Japanse tijdschrift ADONIS dat in 1952 op de markt kwam. Het tijdschrift publiceerde onder andere over homokunst en fetisjisme. 
Er bestaan verschillende vormen van bara. Bara manga, ook wel gei komi (ゲイ コミ, "gay comics") genoemd, bestaat uit illustraties in de vorm van strips. Daarnaast bestaan onder de titel bara erotische computerspellen, romans en autobiografieën. 
Bara is in de westerse wereld in 2016 nog weinig bekend. Het is nog een typisch Japans fenomeen. In westerse landen blijkt het moeilijk te zijn om uitgevers voor het genre te vinden. Sommigen beschrijven bara echter als "de volgende grote pornografie-golf die uit Japan komt".
De bekendste aanhanger van het genre is Gengoroh Tagame.